# Rimineser Schule
Die Rimineser Schule (italienisch scuola riminese) ging aus der Giotto-Schule hervor, die in der ersten Hälfte des 14. Jahrhunderts in Rimini entstand.

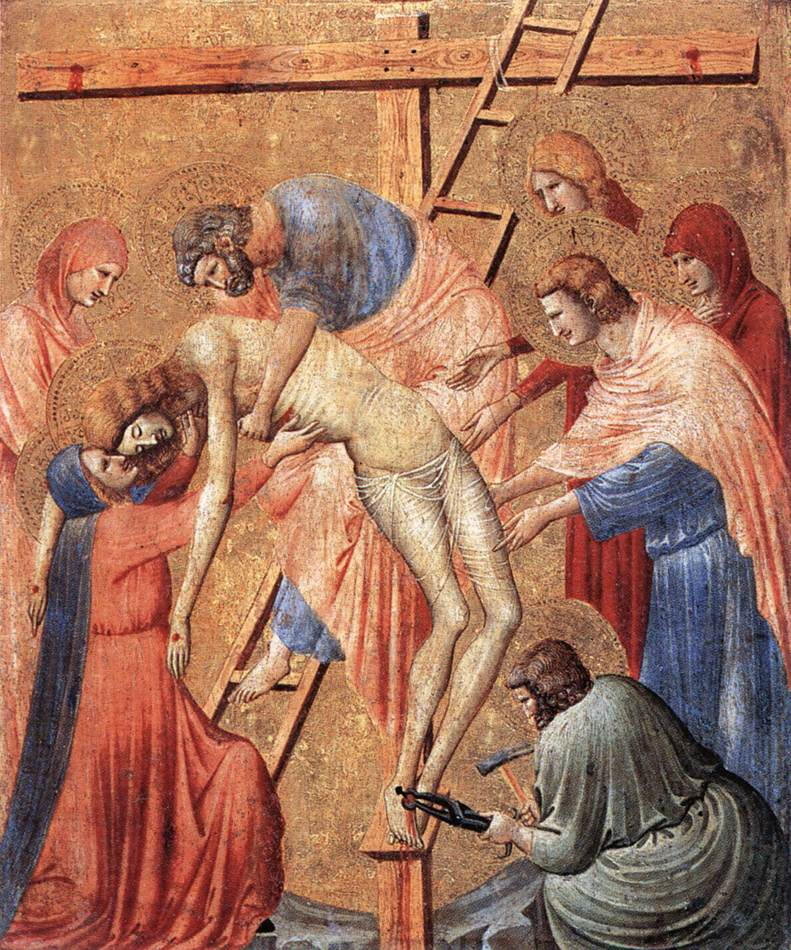
Pietro da Rimini, Die Absetzung Christi, 1320–1325, 35 × 43 cm, Louvre, Paris

## Giotto in Rimini
Giotto hielt sich um 1303 in Rimini auf, als Zwischenstation auf seinem Weg nach Padua, wo er die Scrovegni-Kapelle malen sollte. Hier malte er einen verlorenen Freskenzyklus in der Kirche San Francesco in Rimini und ein kostbares, noch erhaltenes Kruzifix, das das Schema des Kruzifix von Santa Maria Novella mit einer weicheren Farbgebung aufgriff.

## Die lokale Schule
Die von Giotto eingeführten Neuerungen hatten einen unmittelbaren Einfluss auf die Künstler der Romagna, wie das 1309 datierte Kruzifix von Giovanni da Rimini in der Kirche San Francesco in Mercatello sul Metauro bezeugt, das sich eng an Giottos Modell anlehnt. Giorgio Vasari selbst nannte Ottaviano da Faenza und Guglielmo da Forlì aus der Forliveser Schule unter den besten Anhängern Giottos. Pietro da Rimini betonte den dramatischen Charakter seiner Themen, wie die Absetzung Christi im Louvre, datiert 1320–1325, beweist. Der so genannte Meister von San Pietro in Sylvis, möglicherweise Pietro da Rimini selbst, aktualisierte um 1330 den lokalen Stil mit einem von der gotisch-französischen Bildhauerei abgeleiteten Motiv, wie es in den Fresken der Kreuzigung und der Apostel in der Kirche San Pietro in Sylvis in Bagnacavallo zu sehen ist.
Zu den anderen Meistern gehören Neri da Rimini, Giuliano da Rimini, Giovanni da Rimini, der Maestro dell’Arengo, Giovanni Baronzio und der Maestro della Cappella di San Nicola, die Giottos Vorlage mit lokalen und vor allem bolognesischen Einflüssen versahen. Diese Schule brachte auch Meisterwerke auf dem Gebiet der Miniatur hervor. Nach 1350 geriet die lokale Schule in eine Krise und brachte keine bedeutenden Werke mehr hervor.

## Bilder

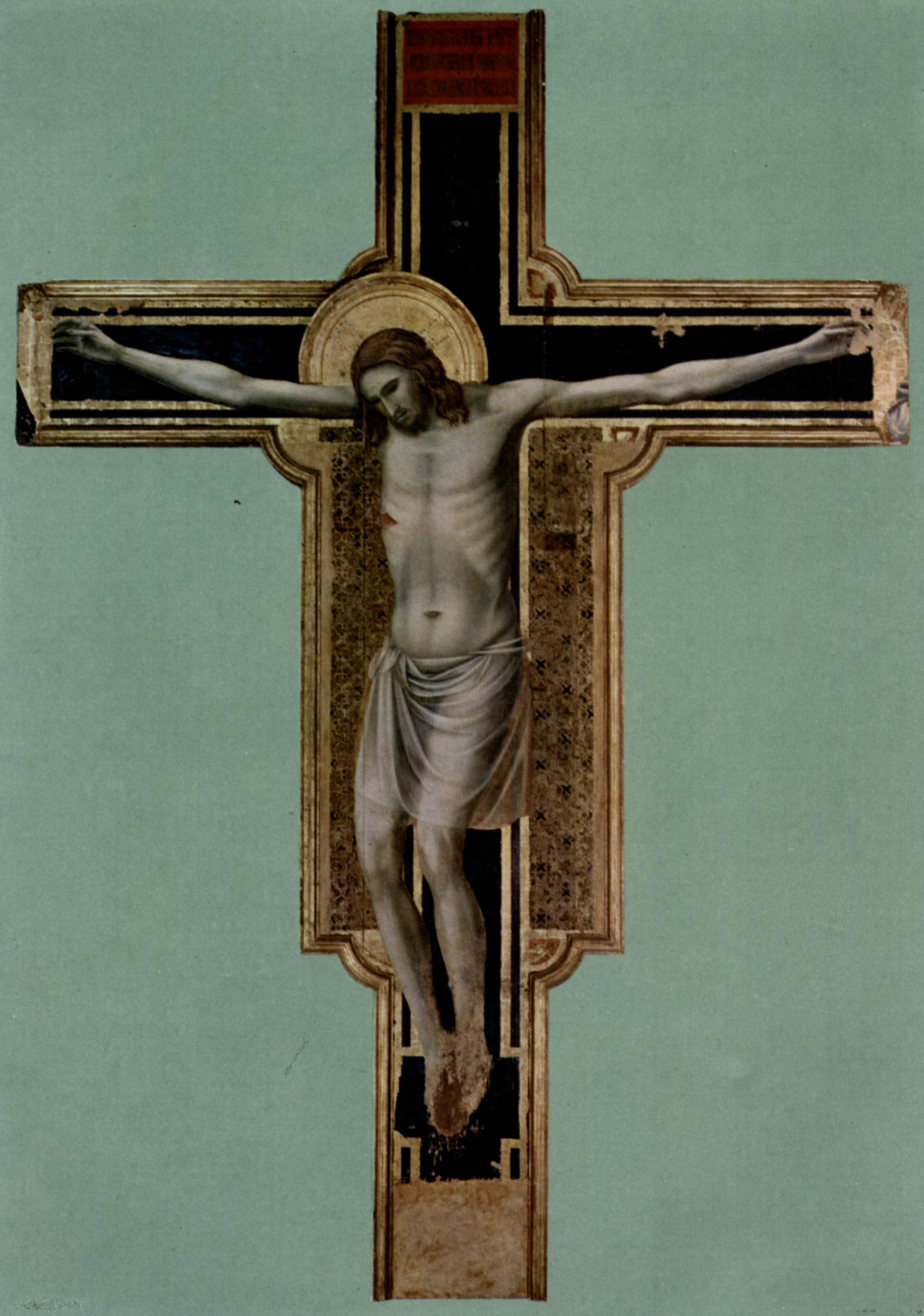
Das Rimini-Kruzifix von Giotto, um 1303, 303 × 407 cm, Rimini, Kirche San Francesco
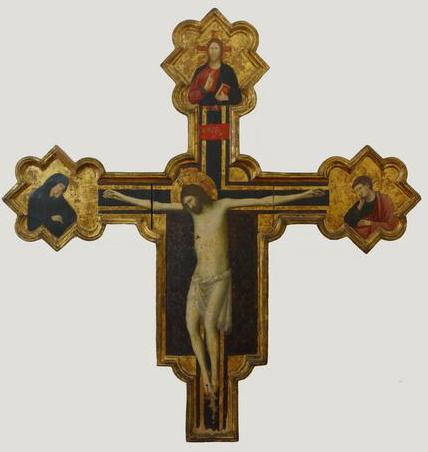
Crocifisso di Giovanni da Rimini, Rimini, Museo della Città „Luigi Tonini“
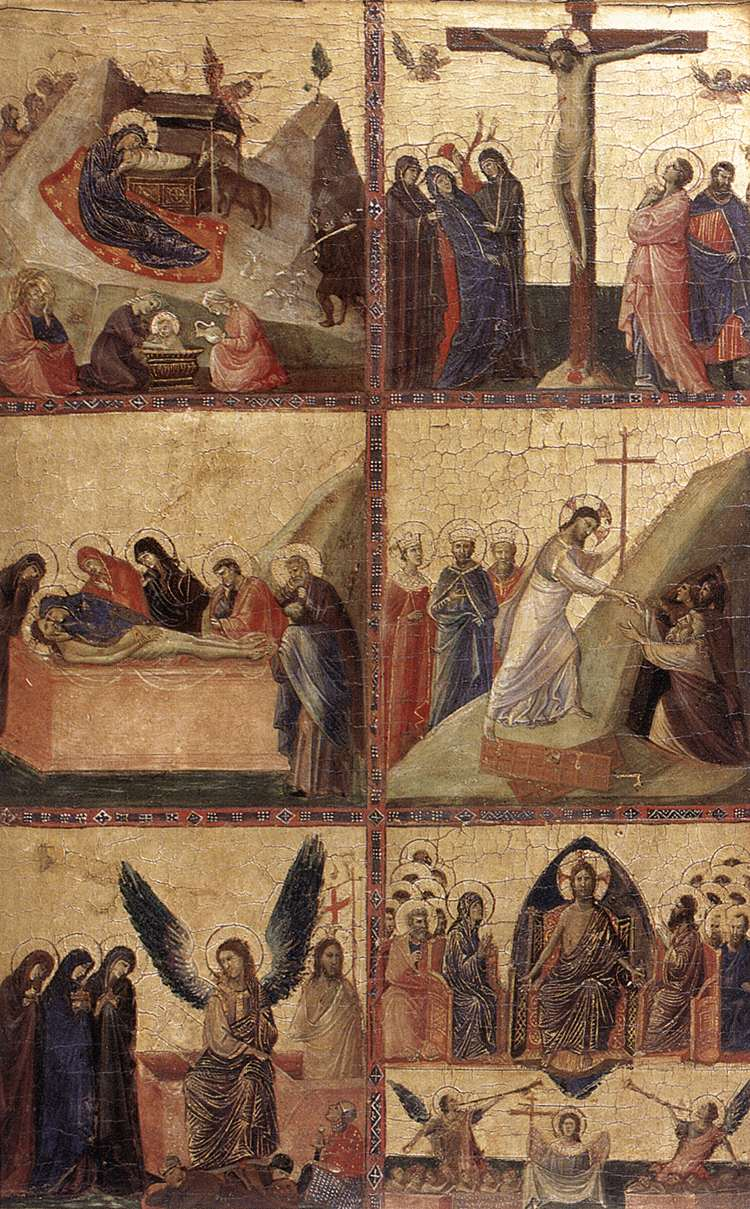
Geschichten aus dem Leben von Christus, von Giovanni Baronzio, um 1305, Galleria Nazionale d’Arte Antica, Rom
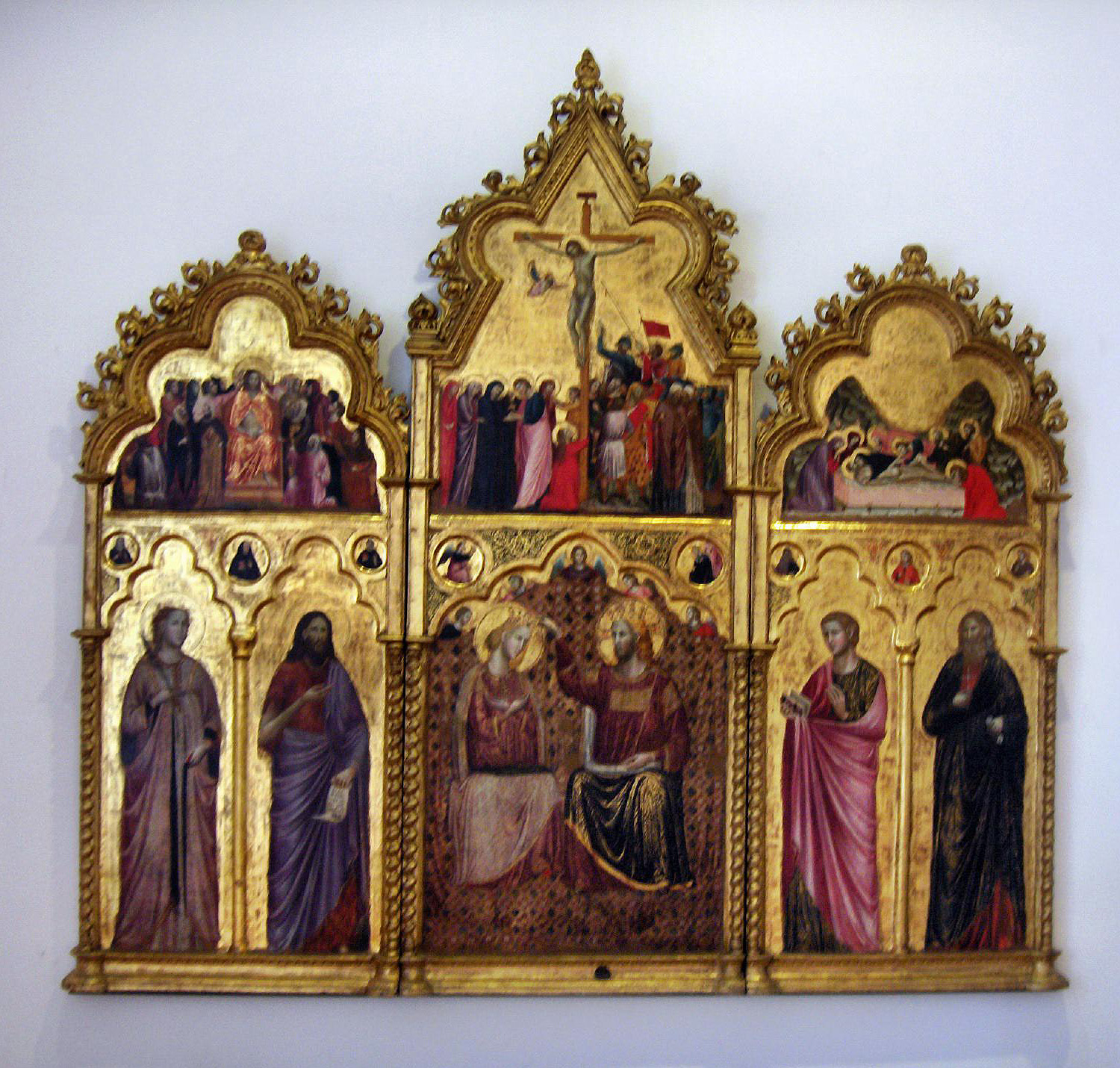
Polyptychon mit Krönung der Jungfrau Maria, Heiligen und Szenen aus der Passion und dem Tod Christi, von Giuliano da Rimini, Rimini, Museo della Città „Luigi Tonini“
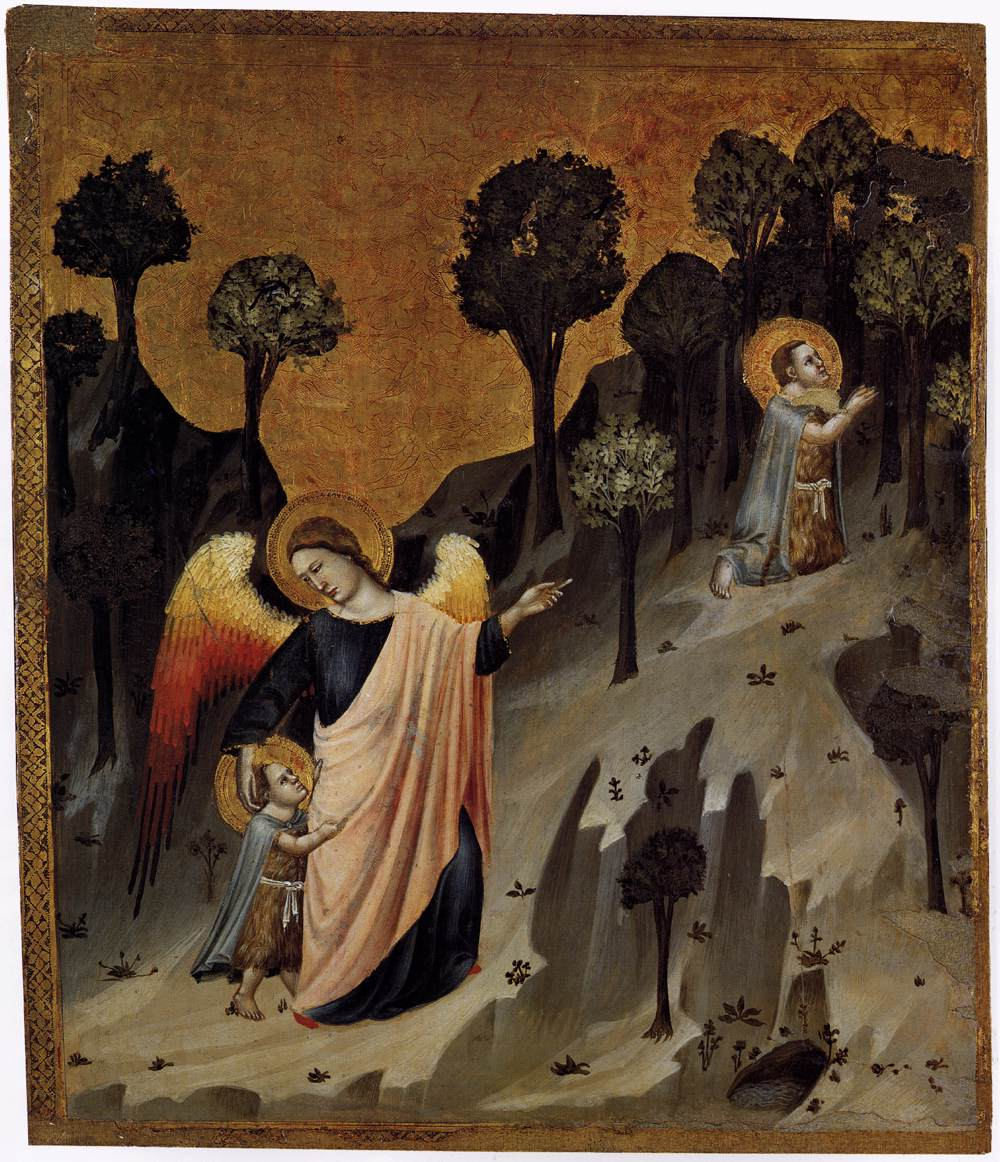
Szene aus dem Leben von Johannes dem Täufer, die Begegnung mit dem Engel Uriel auf dem Bußberg, 1330–1340. Washington, D.C., National Gallery of Art
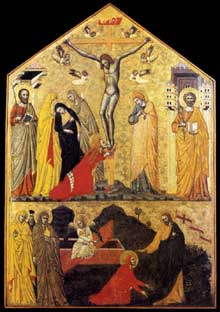
Kreuzigung mit Noli me Tangere, um 1350, Rom, Pinacoteca Vaticana